# Masters de Canadá (snooker)
El Masters de Canadá fue un torneo de snooker que se celebró en el Minkler Auditorium de la ciudad canadiense de Toronto en once ocasiones entre 1974 y 1988. La última edición fue la única de ranking, y se la llevó Jimmy White, que derrotó (9-4) a Steve Davis en la final.

## Historia

### Ganadores
| Año                               | Ganador        | Resultado | Subcampeón      | Referencias |
| --------------------------------- | -------------- | --------- | --------------- | ----------- |
| Abierto de Canadá (de invitación) |                |           |                 |             |
| 1974                              | Cliff Thorburn | 8-6       | Dennis Taylor   | [ 1 ]       |
| 1975                              | Alex Higgins   | 8-6       | John Pulman     | [ 1 ]       |
| 1976                              | John Spencer   | 17-9      | Alex Higgins    | [ 1 ]       |
| 1977                              | Alex Higgins   | 17-14     | John Spencer    | [ 1 ]       |
| 1978                              | Cliff Thorburn | 17-15     | Tony Meo        | [ 1 ]       |
| 1979                              | Cliff Thorburn | 17-16     | Terry Griffiths | [ 1 ]       |
| 1980                              | Cliff Thorburn | 17-10     | Terry Griffiths | [ 1 ]       |
| Masters de Canadá (de invitación) |                |           |                 |             |
| 1985                              | Dennis Taylor  | 9-5       | Steve Davis     | [ 1 ]       |
| 1986                              | Steve Davis    | 9-3       | Willie Thorne   | [ 1 ]       |
| 1987                              | Dennis Taylor  | 9-7       | Jimmy White     | [ 1 ]       |
| Masters de Canadá (de ranking)    |                |           |                 |             |
| 1988                              | Jimmy White    | 9-4       | Steve Davis     | [ 1 ]       |